# Pirelli Star Driver

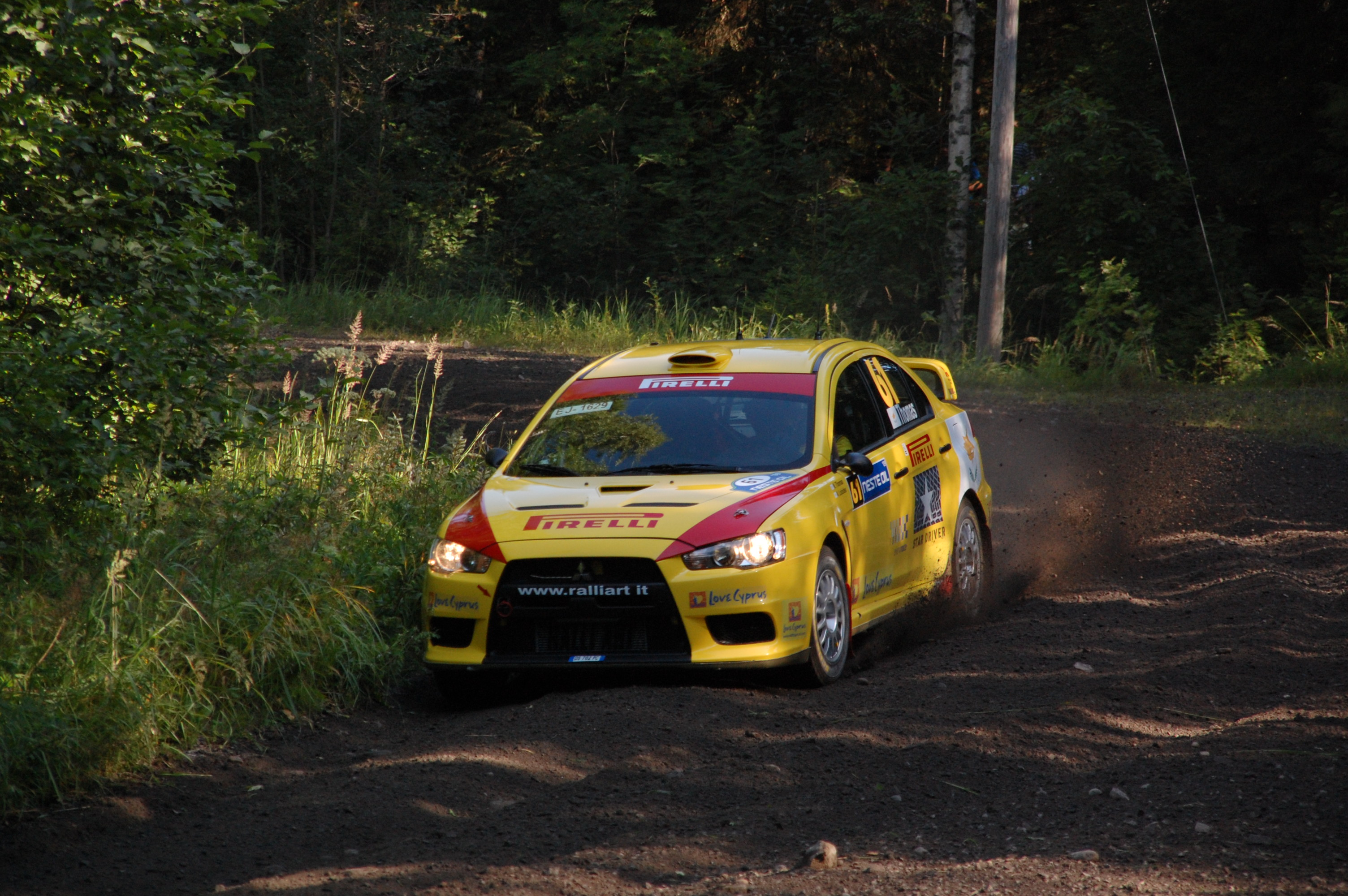
Nicos Thomas

A Pirelli Star Driver egy a Pirelli gumiabroncsgyártó vállalat és a Nemzetközi Automobil Szövetség támogatásával futó program, melynek célja, hogy fiatal raliversenyzők számára biztosítson indulási lehetőséget a rali-világbajnokságon.
Négy régióból, az afrikai-, az ázsia-óceániai-, az európai, és a közel-keleti ralibajnokság mezőnyéből öt versenyző kerül kiválasztásra évente.
Az öt kiválasztott pilóta mindegyike hat világbajnoki versenyen vesz részt. A versenyzők autóin a Pirelli szponzor matricái, valamint saját nemzetük zászlaja látható. Az autókat az olasz Ralliart készíti fel.

## Versenyzők

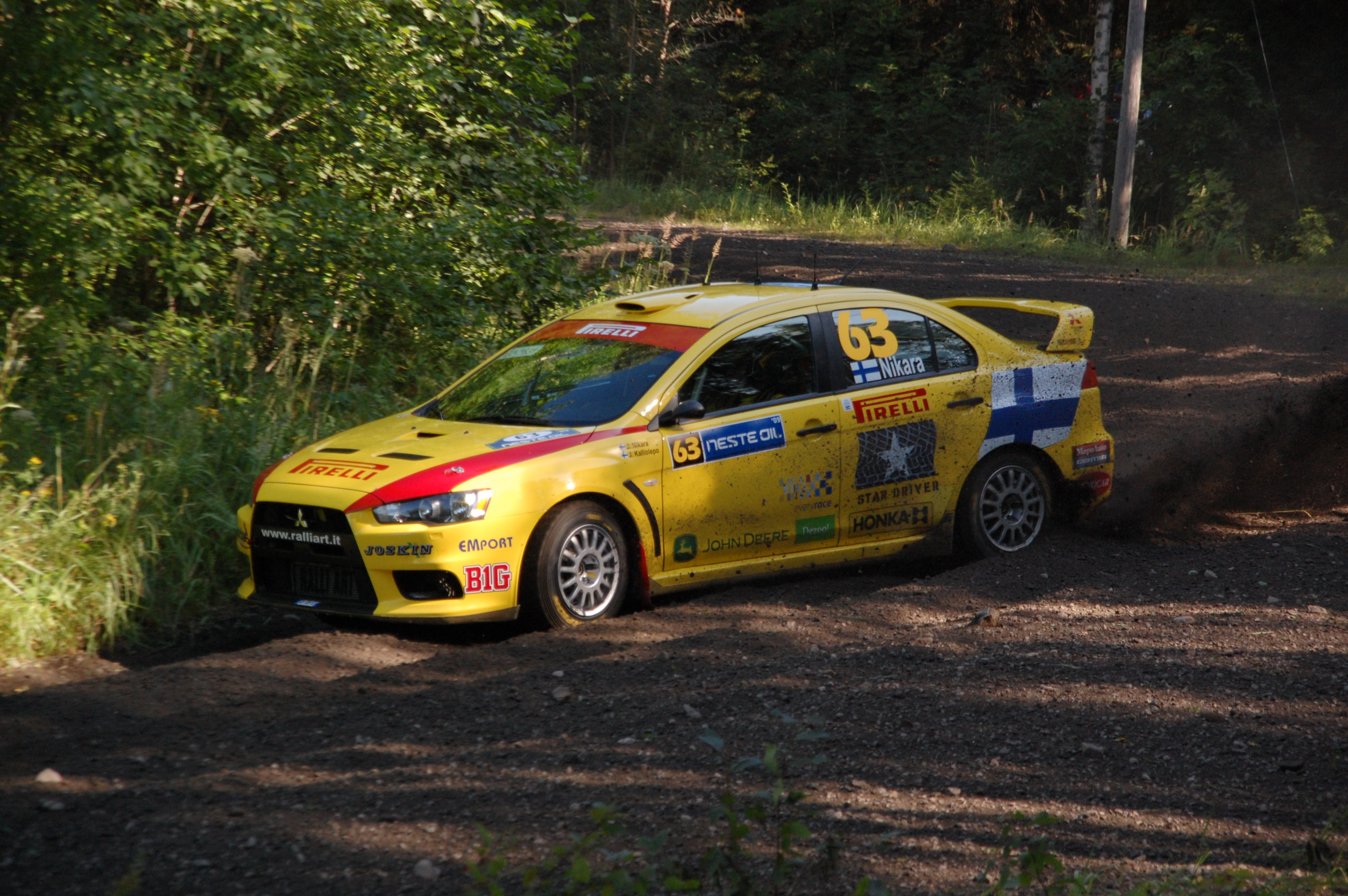
Jarkko Nikara

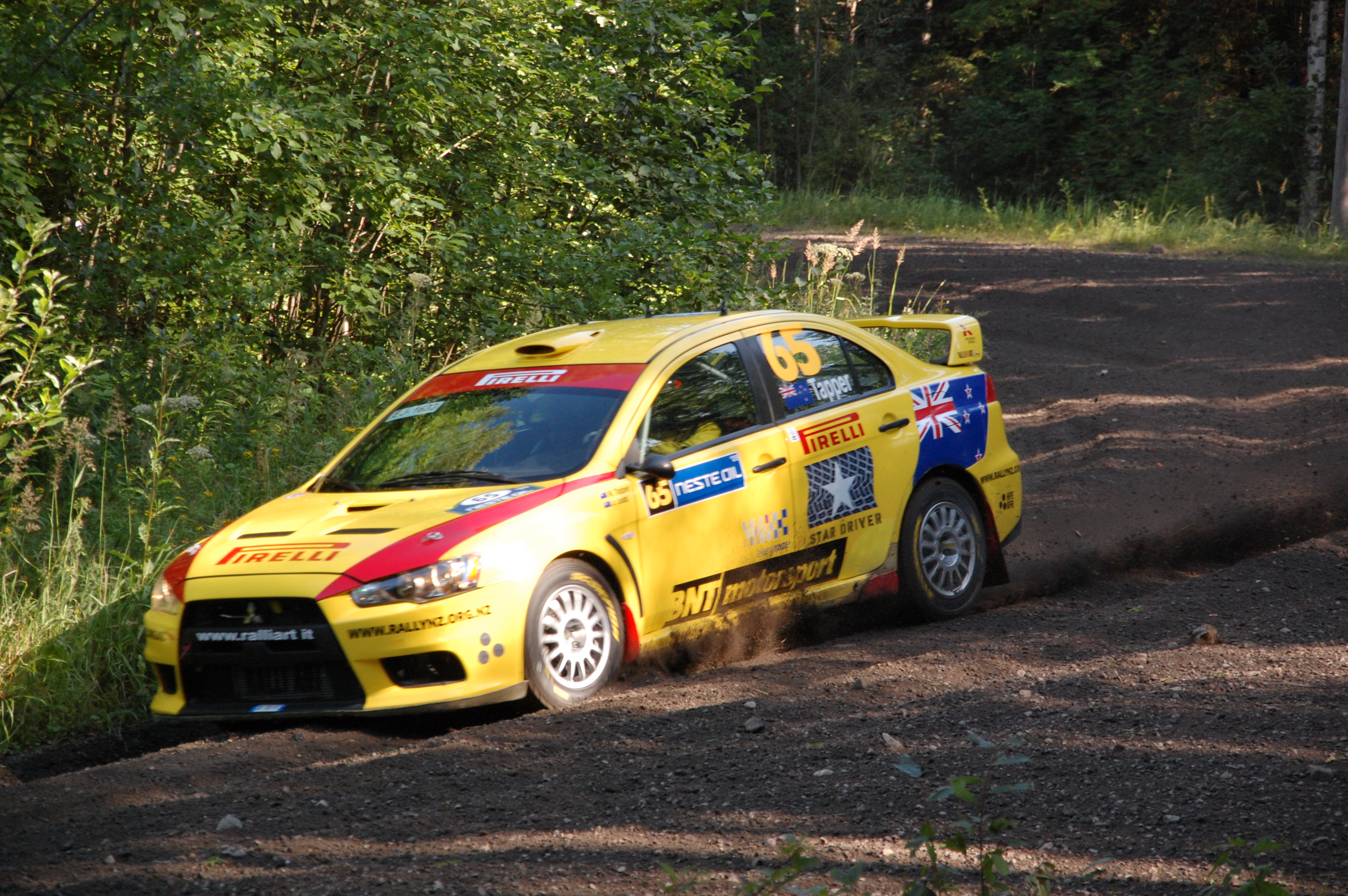
Mark Tapper

| Év   | Versenyzők        | Régió         |
| ---- | ----------------- | ------------- |
| 2010 | Ott Tänak         | Európa        |
| 2010 | Alex Raschi       | Európa        |
| 2010 | Hayden Paddon     | Ázsia-óceánia |
| 2010 | Peter Horsey      | Afrika        |
| 2010 | Nicholai Georgiou | Közel-Kelet   |
| 2009 | Jarkko Nikara     | Európa        |
| 2009 | Martin Semerád    | Európa        |
| 2009 | Mark Tapper       | Ázsia-óceánia |
| 2009 | Nicos Thomas      | Közel-Kelet   |
| 2009 | Jon Williams      | Afrika        |

## Külső hivatkozások
- A programról a pirellityre.com honlapon
- A programról a wrc.com honlapon